# Wieambilla
Wieambilla är en ort i Australien. Den ligger i regionen Western Downs och delstaten Queensland, omkring 250 kilometer väster om delstatshuvudstaden Brisbane.
Trakten runt Wieambilla är nära nog obefolkad, med mindre än två invånare per kvadratkilometer.. 
Omgivningarna runt Wieambilla är i huvudsak ett öppet busklandskap. Genomsnittlig årsnederbörd är 773 millimeter. Den regnigaste månaden är januari, med i genomsnitt 184 mm nederbörd, och den torraste är augusti, med 17 mm nederbörd.